# Stiern (Gerswalde)

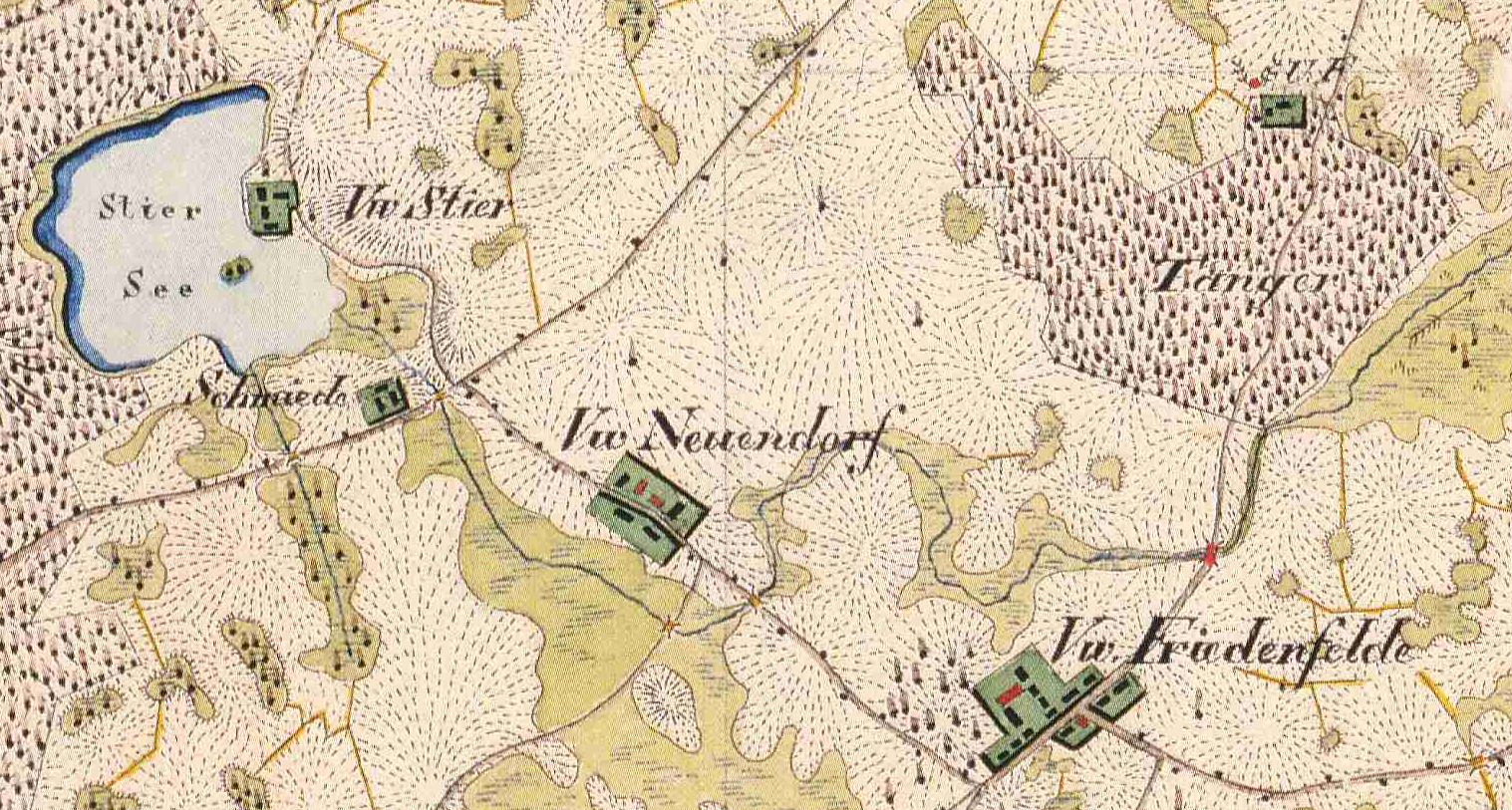
Friedenfelde, Neudorf, Stiern, Achimswalde (Schmiede) und Neutanger (U.F.=Unterförsterei) auf dem Urmesstischblatt 2848 Gerswalde von 1826

Stiern ist ein Wohnplatz in der Gemeinde Gerswalde im Landkreis Uckermark (Brandenburg). Um/vor 1724 wurde der Ort als sogenanntes „Butterhaus“ (Meierei) auf der Feldmark des im 14. Jahrhundert wüst gefallenen Dorfes Langenhagen vom Rittergut Gerswalde neu aufgebaut. Später war der Ort immer mit dem Rittergut Neudorf verbunden.

## Lage
Stiern liegt knapp vier Kilometer südwestlich von Gerswalde direkt am Ostufer des Stiernsees. Der Wohnplatz hat die postalische Adresse Ort Neudorf 10. Der Wohnplatz liegt auf etwa 60 m ü. NHN.

## Geschichte
1714 gehörte zum Rittergut Gerswalde das Feld zu Langenhagen und wüste Stellen innerhalb und außerhalb der Gerswalder Heide, vor alters Butterhäuser genannt. Diese Notiz legt nahe, dass in der Nähe wahrscheinlich schon vor dem Dreißigjährigen Krieg Meiereien (Stiern und Kölpin) standen. 1724 werden nun zwei in der Heide gelegene Butterhäuser bei dem Stiernsee und dem Kölpinsee erwähnt; sie wurden um/kurz vor 1724 aufgebaut. Das Vorwerk ist nach dem Stiernsee benannt. Wauer deutet den Seenamen als "freigebig, verschwenderisch, reichlich, was sich wohl auf den Fischreichtum des Sees bezieht.
1745 ist Stiern explizit als Meierei bezeichnet. 1752 kommt in Urkunden ein Kuhpächter beim Stiernsee vor. 1754 ist auch ein Pachtfischer erwähnt. 1775 wohnten in Stiern drei Einlieger oder Büdner. Die Siedlung hatte zwei Feuerstellen in einem Familienhaus. 1790 sind genannt, der Verwalter und zwei Einlieger, die an zwei Feuerstellen wohnten. 1801 hatte das Vorwerk Stiern unweit Friedenfelde zwei Feuerstellen (Wohnhäuser) mit einigen Einliegern.
1817 hatte ein gewisser Scharlau das Vorwerk Stiern in Erbpacht. Es hatte damals 19 Einwohner. 1833 war der Amtmann Scharlau verstorben und das Erbpachtsvorwerk Stiern wurde öffentlich verkauft. Das Gut bestand damals aus einem Wohnhaus, einer Scheune und einem Stallgebäude, und 200 Magdeburgische Morgen Land. Besonders wird noch ein Fleck Acker mit 1500 bis 1600 Morgen erwähnt, das der frühere Besitzer in Erbpacht vom Rittergut Gerswalde hatte. Für 1840 sind weiterhin zwei Wohnhäuser in Stiern genannt.
1860 standen im nun Ackerhof genannten Stiern die bereits erwähnten zwei Wohnhäuser und vier Wirtschaftsgebäude, die Siedlung hatte 17 Einwohner, Die Flächengröße ist leider nur summarisch für Neudorf, Achimswalde, Erdmannswalde und Stiern zusammen angegeben. An Tieren standen auf dem Ackerhof Stiern: 7 Pferde, 12 Stück Rindvieh und 175 Schafe.
Für 1871 ist nur noch ein Wohnhaus genannt. Die Einwohnerzahl war mit 12 Bewohnern leicht rückläufig. 1907 hatte das Gut eine Größe von 81 ha. 1929 gehörte das Gut einem Otto Lehmberg. Die Größe ist hier mit 82 ha angegeben.
| Jahr      | 1774 | 1790 | 1801 | 1817 | 1840 | 1858 | 1871 | 1895  | 1910 | 1925 |
| Einwohner | 11   | 18   | 11   | 19   | 18   | 17   | 12   | k. A. | 7    | 30   |

## Kommunale Geschichte
Zur Zeit, als das „Butterhaus“ (oder Meierei) Stiern aufgebaut wurde, gehörte Stiern zum Uckermärkischen Kreis der Mark Brandenburg. Mit der Kreisreform von 1816/17 wurden aus der Uckermark drei neue Kreise gebildet. Friedenfelde kam zum Kreis Templin der Provinz Brandenburg. Mit der Kreisreform von 1952 in der damaligen DDR bekam der Kreis Templin einen völlig neuen Zuschnitt und wurde dem Bezirk Neubrandenburg zugeordnet. Mit der Kreisreform von 1993 im Land Brandenburg wurden die drei Kreise Angermünde, Prenzlau und Templin zum Landkreis Uckermark vereinigt.
Stiern wurde vom Rittergut Gerswalde aus gegründet. Nachdem ab 1752 Rittergut wurde Nach der Erbteilung von 1752 wurde das benachbarte Neudorf eigenständiges Rittergut, Stiern wurde nun Neudorf angeschlossen. Nach 1763 wurde das Rittergut Neudorf mit dem Rittergut Friedenfelde vereinigt. Nach dem Verkauf von Friedenfelde 1818 wurde Neudorf wieder eigenständiges Rittergut mit dem Zubehör Achimswalde, Erdmannswalde und Stiern. Ab Mitte des 19. Jahrhunderts bildete Neudorf zusammen mit Achimswalde, Erdmannswalde und Stiern den Gutsbezirk Neudorf, der 1874 dem Amtsbezirk 5 Groß Fredenwalde des Kreises Templin zugeordnet wurde. 1928 wurde der Gutsbezirk Neudorf (mit Achimswalde, Erdmannswalde und Stiern) mit dem Gutsbezirk Friedenfelde zur Gemeinde Friedenfelde vereinigt. 1931 und 1967 war Stiern Wohnplatz von Friedenfelde. Friedenfelde bildete 1992 mit dreizehn anderen Gemeinden die Verwaltungsgemeinschaft Amt Gerswalde. Zum 31. Dezember 2001 schlossen sich Friedenfelde, Gerswalde, Groß Fredenwalde, Kaakstedt und Krohnhorst zur neuen Gemeinde Gerswalde zusammen. Friedenfelde und Neudorf sind heute Gemeindeteile von Gerswalde, Stiern ist Wohnplatz von Gerswalde. Erdmannswalde existiert nicht mehr.